# Oncothericles burtti
Oncothericles burtti är en insektsart som beskrevs av Marius Descamps 1977. Oncothericles burtti ingår i släktet Oncothericles och familjen Thericleidae. Inga underarter finns listade i Catalogue of Life.